# BRAVE10のディスコグラフィ
BRAVE10のディスコグラフィ（ブレイブ・テンのディスコグラフィ）では、『BRAVE10』の関連CDを記述する。音楽CDの発売元は青二エンターテインメント。ドラマCDの発売元はトムス・ミュージック。販売元はメディアファクトリー。

## 精霊飛来
2012年2月22日発売。表題曲「精霊飛来」はオープニングテーマとして使用されており、劇中で霧隠才蔵、猿飛佐助役を演じている小野大輔、柿原徹也が歌っている。カップリング曲の「天下を躍る」は第3話、第7話でオープニングテーマとして使用された曲であり、真田幸村、海野六郎役を演じている森川智之、神谷浩史が歌っている。また、2012年1月9日に表題曲「精霊飛来」、同年1月22日にカップリング曲「天下を躍る」の試聴音源が公開された。
ディスクジャケットはダブルジャケット仕様になっており、表面に霧隠才蔵、猿飛佐助、裏面に真田幸村、海野六郎が描かれている。イラストはキャラクターデザインを手掛けた番由紀子による描き下ろし。
2012年3月5日付のオリコン週間シングルチャートで31位を獲得。初動売上は0.3万枚を記録した。デイリーチャートでは2月22日付で最高位の20位を獲得した。また、2012年2月29日付のオリコン着うたフルチャートでは6位を獲得した。この他、Billboard JAPAN Hot Singles Salesで29位、Billboard Hot Animationで11位、2012年3月3日放送分のCOUNT DOWN TV内のThis Week's TOP 100で58位、2012年2月度のアニメロ着うたフル TOP100で28位、レコチョク着うたフル TOP100で31位、アニカンCD TOP100で52位を獲得した。
収録曲
（全作詞・作曲：koujin、gennbu、sayroo、編曲：koujin、taka）
1. 精霊飛来 [3:16]
歌：霧隠才蔵（小野大輔）&猿飛佐助（柿原徹也）
  - テレビアニメ『BRAVE10』オープニングテーマ
2. 天下を躍る [3:14]
歌：真田幸村（森川智之）&海野六郎（神谷浩史）
  - テレビアニメ『BRAVE10』第3話、第7話オープニングテーマ
3. 精霊飛来（instrumental）
4. 精霊飛来（remix ver.） [4:58]
歌：霧隠才蔵（小野大輔）&猿飛佐助（柿原徹也）

## ドラマCD
マリン・エンタテインメント盤は、原作1巻のドラマ、オリジナルボーナストラック、キャストコメントが収録されている。初回特典としてリバーシブル着せ替えジャケットカードが同梱された。ディスクジャケットは原作者の霜月かいりによる描き下ろしイラスト。 なお、キャストはテレビアニメ版の配役とは異なっている。
月刊コミックジーン8月号盤は、2011年7月15日に発売された月刊コミックジーン8月号の付録として同梱されたドラマCD。ディスクには霧隠才蔵が描かれている。イラストは原作者の霜月かいりによる描き下ろしイラスト。キャストはテレビアニメ版と同様の配役である。
テレビアニメ版のドラマCDは3枚リリースされており、2012年2月22日にVol.1『風花の狂宴』、同年4月25日にVol.2『異国異聞録』、同年9月26日にVol.3『幻術夢想の乱〜〜鎌之介おぼろ散華〜〜』が発売された。ディスクジャケットにはVol.1に霧隠才蔵、真田幸村、海野六郎、Vol.2に霧隠才蔵、海野六郎、真田幸村が描かれている。イラストはアニメーション制作を手掛けたスタジオさきまくらによる描き下ろし。
オリコン週間アルバムチャートでは、Vol.1『風花の狂宴』が2012年3月5日付で123位、Vol.2『異国異聞録』が2012年5月7日付で164位を獲得した。
収録内容（マリン・エンタテインメント盤）
1. 音声ドラマ
2. ボーナストラック
3. キャストコメント

収録内容（月刊コミックジーン8月号盤）
1. 秘湯!? BRAVE10

収録内容（風花の狂宴）
1. タイトルコール
2. 峠道
3. 上田城
4. 異国の酒
5. 吹雪
6. 炭焼小屋
7. 狼煙

収録内容（異国異聞録）
1. タイトルコール
2. 世界地図
3. フランス国
4. 幸村の居室
5. インド国
6. 幸村の居室II
7. 中国
8. 幸村の居室III
9. 北極圏
10. 幸村の居室IV
11. エジプト国
12. エンディング

## BD、DVD特典CD
テレビアニメ版のBD、DVDの奇数巻の初回生産特典として同梱されているCD。第1巻、第3巻は音声ドラマ『学園BRAVE10』が収録されているドラマCD、第5巻は劇中で使用されたBGMが収録されているサウンドトラックCDになっている。
第1巻「学園BRAVE10（壱）」
1. 其の壱：序章
2. 其の弐：だらしねぇなぁ、とか思ってっだろ
3. 其の参：なんだか、初対面とは思えないね
4. 其の肆：俺はおめーとやり合いてーんだ!
5. 其の伍：鎖鎌はおろした方が疲れませんよ?
6. 其の陸：あなたのように反抗したりはしませんね
7. 其の質：バカかお前は!バカだなバカに違いない!
8. 其の捌：苦悩は青春の特権だぞ、悩め悩め
9. 其の玖：一件落着

第3巻「学園BRAVE10（弐）」
1. 其の壱：序章
2. 其の弐：体育祭ぐらいでテンション上がって、子供か
3. 其の参：妨害工作とは卑怯ではないのですか?
4. 其の肆：それが命令とあらば、従うまでですよ
5. 其の伍：頭が割れるように痛い!
6. 其の陸：これは俺の戦いだ!
7. 其の質：すべての競技を終了いたします

第5巻「スペシャルサウンドトラックCD」
1. メインテーマ
2. 艶男。-adeosu-（INST） -animation Ver.-
3. 英姿颯爽（エイシサッソウ）
4. 天衣無縫（テンイムホウ）
5. 気炎万丈（キエンバンジョウ）
6. 暗雲低迷（アンウンテイメイ）
7. 明鏡止水（メイキョウシスイ）
8. 泰然自若（タイゼンジジャク）
9. 不撓不屈（フトウフクツ）
10. 平穏無事（ヘイオンブジ）
11. 光彩陸離（コウサイリクリ）
12. 精霊飛来（INST） -animation Ver.-